# Cathy Belton
Cathy Belton, född 17 januari 1970 i Galway, är en irländsk skådespelare.
Belton har bland annat medverkat i TV-serierna Hidden Assets från 2021 och The Catch från 2023. Hon har även medverkat i filmerna Philomena från 2013 och Attack on Finland från 2021.

## Filmografi (i urval)
- 2013 – Philomena
- 2021 – Attack on Finland
- 2021 – Hidden Assets (TV-serie)
- 2023 – The Catch (TV-serie)